# أميرة الأحلام (فلم)
أميرة الأحلام هو فيلم رومانسي موسيقي مصري تم إنتاجه عام 1945، إخراج أحمد جلال و بطولة نور الهدى ومحسن سرحان.

## قصة الفيلم
يعمل كل من حميدة (نور الهدى) وشقيقها الصغير نادر (نادر جلال) في بيع الفواكه في حارة الملاح، وينافسان المعلم حنفي (عبد الفتاح القصري) وصبيه بلبل (رياض القصبجي) فهما يجذبان الزبائن عن طريق الغناء، محسن (محسن سرحان) جار حميدة، يعمل كمصور سينمائي، ويعاني من لسان أم حميدة السليط (سعاد أحمد)، وحميدة تحبه دون أن يدري، يشتري المعلم حنفي دكان حميدة من صاحب البيت (محمود لطفي) ويقوم بطرد حميدة التي تصنع فيه مقلبًا يدمر له فاكهته مما يدعوه لمطاردتها، فتهرب وتختبىء في برميل كبير أمام أحد الفنادق، ويحمل العمال البرميل لداخل مخزن الفندق حيث تجد نفسها داخل حفل كبير ويرحب بها الجميع في سوء فهم كبير، حيث كانت حميدة شديدة الشبه بالخاتون نور الضحى أميرة خادوستان، وكانت الأميرة لا تحب التصوير لأن قراء الطالع أخبروها أنه إذا ظهرت صورتها في المجلات والجرائد، سوف تموت ميتة شنيعة، ولذلك طلبت من حميدة أن تحل محلها في الحفلات مقابل ألف جنيه، طلب المخرج فؤاد (فؤاد شفيق) زوج شقيقة محسن سعاد (نعيمة جمال) من محسن أن يصور الخاتون نور الضحى، حيث إلتقى بحميدة ظنًا أنها الأميرة وأحبها، جاءت أم حميدة ومعها المعلم حنفي للبحث عن أولادها حميدة ونادر، وقابلوا الأميرة الحقيقية وتم تبادل الأماكن بحيث تكون الأميرة في دكان الفاكهة الذي أعاده المعلم حنفي، وتكون حميدة في الفندق مكان الأميرة ونظرًا لتصرفات حميدة المسيئة وسكرها وحبها لمحسن، استاء حيدرخان (عبد العليم خطاب) خطيب الأميرة ومستشارها (حسين عيسى)، فقرروا عودة الأميرة إلى خادوستان في نفس اليوم، طلبت حميدة من محسن أن يخبر بائعة الفاكهة الموجودة بالحارة بأن الأميرة سوف تسافر الليلة، فسارعت الأميرة ولحقت بالطائرة وأنزلت حميدة وسافرت هي، عادت حميده للحارة كسيفة البال، حيث أن محسن لم يحبها هي، بل أحب الأميرة، ولكن محسن بعد أن أخبرته الأميرة بالحقيقة، طلب حميدة للزواج متحملًا سلاطة لسان أمها.

## فريق العمل
إخراج: أحمد جلال
تأليف:
- عباس كامل
- أحمد جلال

إنتاج: أفلام جلال
بطولة:
- نور الهدى
- محسن سرحان
- عبد الفتاح القصري
- رياض القصبجي
- سعاد أحمد
- فؤاد شفيق
- إستر شطاح
- نعيمة جمال
- عبد العليم خطاب

## روابط خارجية
- مقالات تستعمل روابط فنية بلا صلة مع ويكي بيانات